# Otto Kappeler (Politiker)
Otto Kappeler (* 7. Juli 1892 in Bettwiesen; † 28. April 1959) war ein Schweizer Kaufmann und Kantonsrat.

## Leben
Otto Kappeler war Kaufmann und Landwirt. In seinem Heimatort leitete er das Postbüro. Des Weiteren übernahm er das Amt des Schul- und Armenpflegers und war Mitglied des Ortsverwaltungsrats sowie der Kirchenvorsteherschaft.
Kappeler wurde in den Grossen Rat des Kantons Thurgau gewählt. Ferner war er Bezirksrichter und Präsident der kantonalen Kirchensynode.